# Cradle of Filth

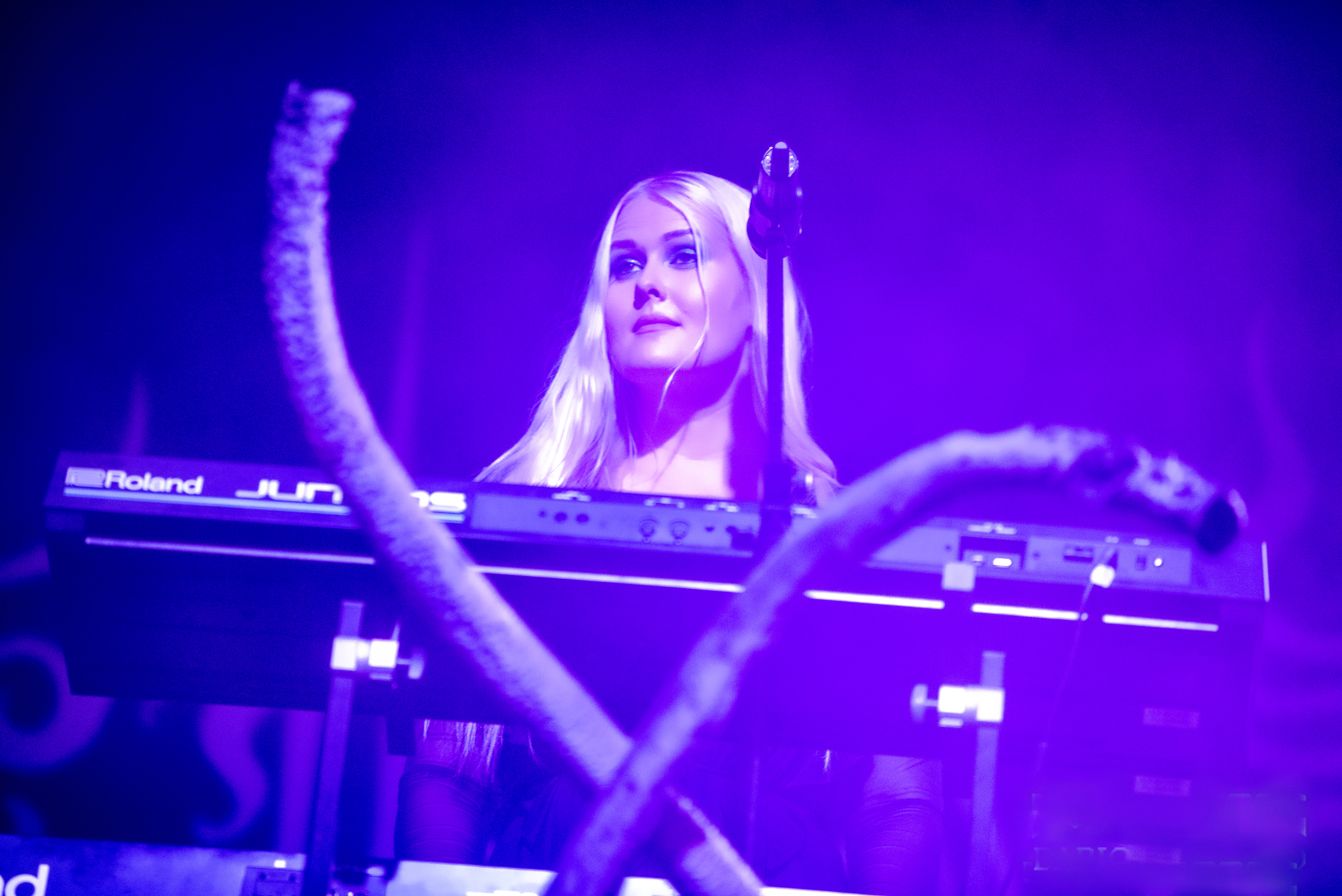
Zoe Marie Federoff (född 1992) är sedan 2022 keyboardist.

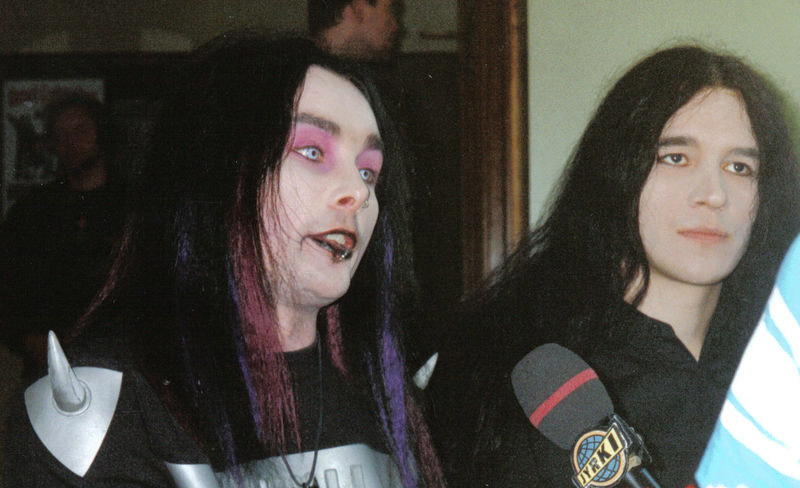
Dani Filth och Adrian Erlandsson i Finland 2000.

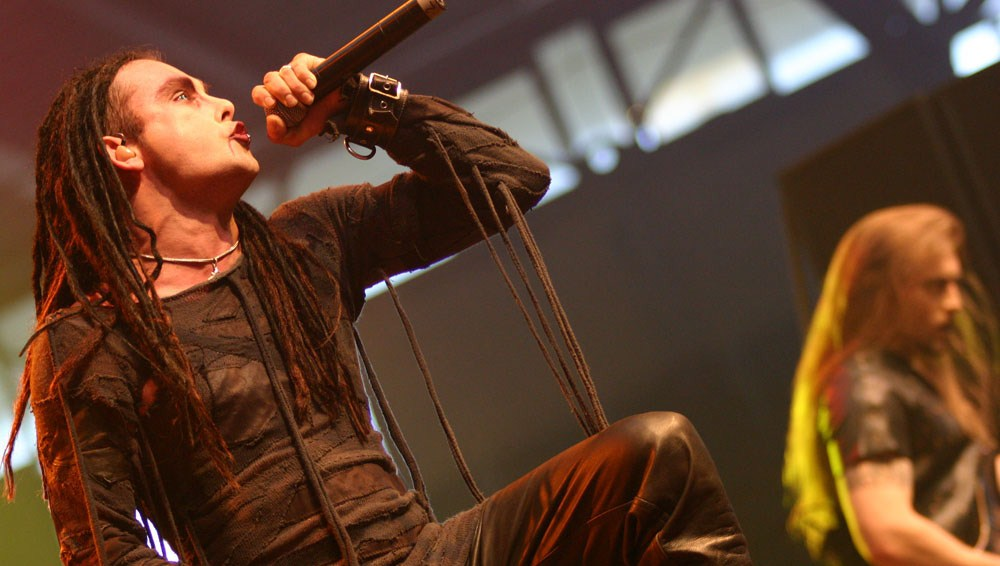
Cradle of Filth live vid Earthshaker Fest i Tyskland 2007.

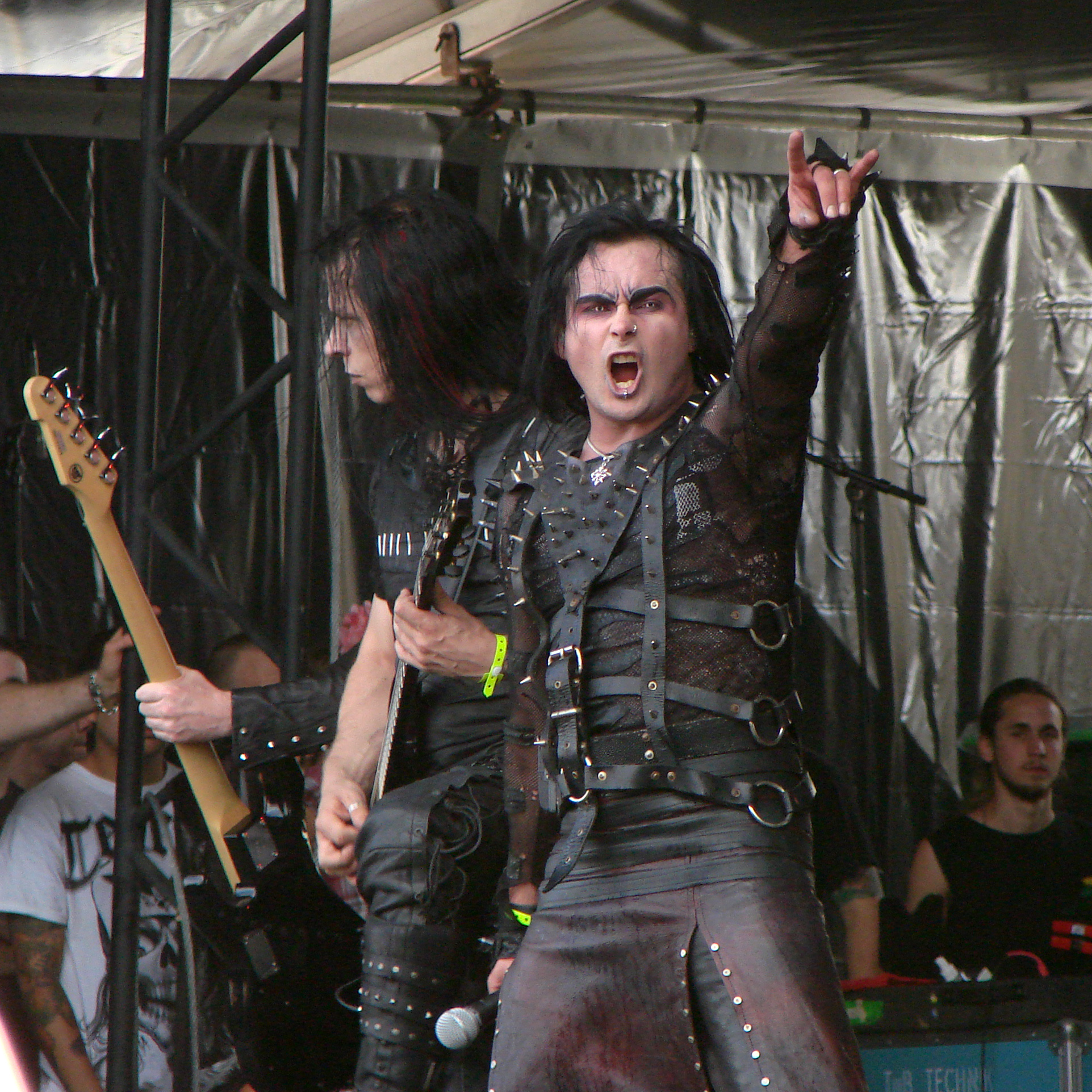
Paul Allender och Dani Filth vid Hellfest 2009.

Cradle of Filth är ett brittiskt band, bildat 1991 i Suffolk, England, som spelar extrem metal.

## Historia
Cradle of Filths första musikalbum, The Principle of Evil Made Flesh, gavs ut 1994, och sedan dess har de levererat mörka tongångar på ytterligare nio studioalbum. Videon till låten "From the Cradle to Enslave" (1999) blev censurerad, eftersom den innehöll inslag av mord, våld och genitalier. Den går dock att beskåda i båda versionerna på videoutgåvan Pandaemonaeon.
Cradle of Filths visuella estetik karakteriseras av vampyrtemat och en inriktning mot skräck och sex. Vampyrer har, genom främst Bela Lugosis och Erzsébet Báthorys gestaltning, kommit att representera en mörk erotik fylld av lockelser till det förbjudna. Tidiga låtar som "Darkly Erotic" och "Beauty Slept in Sodom" är karakteristiska för gruppens musikaliska ljudbild.
Sångaren Dani Filth har även spelat en roll i en lågbudgetskräckis vid namn Cradle of Fear.
Den 22 oktober 2024 utgav Cradle of Filth singeln "Malignant Perfection".

## Medlemmar

### Nuvarande medlemmar[3][4]
- Dani Filth (Daniel Lloyd Davey) – sång (1991–)
- Marthus (Martin Škaroupka) – trummor (2006–)
- Daniel Firth – basgitarr (2012–)
- Zoe Marie Federoff – keyboard, bakgrundssång (2022–)
- Donny Burbage – gitarr (2022– )
- Ashok (Marek Šmerda) – gitarr (2014–)

### Tidigare medlemmar[3][4]
Gitarr
- Paul Ryan (1991–1995)
- Paul Allender (1992–1994, 2000–2014)
- Rishi Mehta (1994)
- Bryan Hipp (1995–1995; död 2006)
- Stuart Anstis (1995–1999)
- Jeff Acres (1996)
- Gian Pyres (1996–1999, 1999–2002)
- Martin Powell (aka "Martin Foul") (2000–2005)
- Charles Hedger (2005–2009)
- James McIlroy (2003–2005, 2009–2014)
- Richard Shaw

Basgitarr
- Jonathan Pritchard (1991–1992)
- Robin Eaglestone (Robin Graves) (1992–1994, 1995–2002)
- Jon Kennedy (1994–1995)
- Dave Pybus (2002–2005, 2005–2012)
- Charles Hedger (2005)

Trummor
- Darren Garden (1991–1992)
- Warren White (1993)
- Nicholas Barker (1993–1999)
- William A. "Was" Sarginson (1999)
- Dave Kunt (1999)
- Dave Hirschheimer (1999)
- Adrian Erlandsson (1999–2006)

Keyboard
- Benjamin Ryan (1991–1995)
- Damien Gregori (1995–1997)
- Keith Leslie "Lecter" Smith (1997–1999)
- Martin Powell (aka "Martin Foul") (2000–2005)
- Rosie Smith (2006–2009)
- Ashley Ellyllon (eg. Ashley Jurgemeyer) (2009–2010)
- Caroline Campbell (2010–2012)
- Lindsay Schoolcraft

Bakgrundssång
- Andrea Meyer (1993-1995)
- Sarah Jezebel Deva (1996-2009)
- Rosie Smith (2006–2009)
- Ashley Ellyllon (2009-2010)
- Caroline Campbell (2010–2012)

Gästmusiker (studio/live)
- Darren Donnarumma – gitarr (1996)
- Paul Mcglone – gitarr (1996)
- Mark Newby-Robson – keyboard (1999, 2006–2010)
- Mark Newby-Robson – keyboard (1999)
- James McIlroy – gitarr (2009)
- Lindsay Schoolcraft – keyboard, sång (2013–2014)

## Diskografi

### Studioalbum
- The Principle of Evil Made Flesh (1994)
- Dusk and Her Embrace (1997)
- Cruelty and the Beast (1998)
- Midian (2000)
- Damnation and a Day (2003)
- Nymphetamine (2004)
- Thornography (2006)
- Godspeed on the Devil's Thunder (2008)
- Darkly, Darkly, Venus Aversa (2010)
- The Manticore and Other Horrors (2013)
- Hammer of The Witches (2015)
- Cryptoriana – The Seductiveness of Decay (2017)
- Existence Is Futile (2021)
- The Screaming of the Valkyries (2025)

### EP
- Vempire or Dark Fairytales in Phallustein 1996
- From the Cradle to Enslave 1999
- Bitter Suites to Succubi (2001)
- Evermore Darkly 2011

### Livealbum
- Live Bait for the Dead (2002)

### Samlingsalbum
- Lovecraft and Witchhearts (2002)